# Noordse combinatie op de Olympische Winterspelen 2022 - Landenwedstrijd
De landenwedstrijd van de noordse combinatie tijdens de Olympische Winterspelen 2022 vond plaats op 17 februari 2022 in het National Ski Jumping Centre en het National Cross-Country Centre in Zhangjiakou. Regerend olympisch kampioen was Duitsland (Eric Frenzel, Vinzenz Geiger, Fabian Rießle en Johannes Rydzek).

## Tijdschema
| Datum                 | Lokale tijd | MET   | Onderdeel             |
| --------------------- | ----------- | ----- | --------------------- |
| donderdag 17 februari | 16:00       | 09:00 | Schansspringen        |
| donderdag 17 februari | 19:00       | 12:00 | Langlaufen (4 x 5 km) |

## Uitslag

### Schansspringen
| #  | Bib                    | Land Namen                                                                   | Afstand (m)             | Punten                        | Verschil |
| -- | ---------------------- | ---------------------------------------------------------------------------- | ----------------------- | ----------------------------- | -------- |
| 1  | 8 8–1 8–2 8–3 8–4      | Oostenrijk Martin Fritz Johannes Lamparter Lukas Greiderer Franz-Josef Rehrl | 121,0 140,0 130,0 141,0 | 475,4 101,2 125,5 121,2 127,5 | –        |
| 2  | 9 9–1 9–2 9–3 9–4      | Noorwegen Jørgen Gråbak Jens Lurås Oftebro Espen Bjørnstad Espen Andersen    | 125,5 131,0 133,5       | 469,4 112,7 114,6 122,4 119,7 | +0:08    |
| 3  | 10 10–1 10–2 10–3 10–4 | Duitsland Manuel Faißt Eric Frenzel Vinzenz Geiger Julian Schmid             | 128,5 132,0 133,0 131,5 | 467,0 117,1 108,8 115,6 125,5 | +0:11    |
| 4  | 7 7–1 7–2 7–3 7–4      | Japan Akito Watabe Yoshito Watabe Hideaki Nagai Ryōta Yamamoto               | 125,0 133,5 128,5 135,0 | 466,6 109,1 124,5 111,6 121,4 | +0:12    |
| 5  | 4 4–1 4–2 4–3 4–4      | Frankrijk Matteo Baud Gaël Blondeau Antoine Gérard Laurent Muhlethaler       | 130,0 111,0 125,5 127,0 | 410,0 114,9 81,4 103,2 110,5  | +1:27    |
| 6  | 2 2–1 2–2 2–3 2–4      | Tsjechië Ondřej Pažout Jan Vytrval Lukáš Daněk Tomáš Portyk                  | 127,5 120,5 122,0 123,5 | 403,7 105,7 101,2 97,1 99,7   | +1:36    |
| 7  | 5 5–1 5–2 5–3 5–4      | Verenigde Staten Jasper Good Taylor Fletcher Jared Shumate Ben Loomis        | 114,5 113,0 128,0 129,0 | 387,1 80,9 85,0 108,1 113,1   | +1:58    |
| 8  | 6 6–1 6–2 6–3 6–4      | Finland Ilkka Herola Arttu Mäkiaho Perttu Reponen Eero Hirvonen              | 118,0 116,5 123,0 123,5 | 385,1 94,7 87,6 98,7 104,1    | +2:00    |
| 9  | 3 3–1 3–2 3–3 3–4      | Italië Samuel Costa Alessandro Pittin Iacopo Bortolas Raffaele Buzzi         | 110,5 104,5 116,0 124,0 | 320,1 72,2 64,3 86,4 97,2     | +3:27    |
| 10 | 1 1–1 1–2 1–3 1–4      | China Zhao Zihe Zhao Jiawen Guo Yuhao Fan Haibin                             | 98,0 93,5 81,5 106,5    | 184,7 54,6 47,8 16,0 66,3     | +6:28    |

### Langlaufen
| Rang   | Bib                    | Land Namen                                                                   | Starttijd | Langlaufen                              | Langlaufen | Eindtijd  | Verschil |
| Rang   | Bib                    | Land Namen                                                                   | Starttijd | Tijd                                    | Rang       | Eindtijd  | Verschil |
| ------ | ---------------------- | ---------------------------------------------------------------------------- | --------- | --------------------------------------- | ---------- | --------- | -------- |
| Goud   | 2 2–1 2–2 2–3 2–4      | Noorwegen Espen Bjørnstad Espen Andersen Jens Lurås Oftebro Jørgen Gråbak    | 0:08      | 50:37,1 12:52,3 12:34,2 12:19,5 12:51,1 | 1          | 50:45,1   | —        |
| Zilver | 3 3–1 3–2 3–3 3–4      | Duitsland Manuel Faißt Julian Schmid Eric Frenzel Vinzenz Geiger             | 0:11      | 51:29,0 12:44,7 12:41,7 12:53,5 13:09,1 | 5          | 51:40,0   | +54,9    |
| Brons  | 4 4–1 4–2 4–3 4–4      | Japan Yoshito Watabe Hideaki Nagai Akito Watabe Ryōta Yamamoto               | 0:12      | 51:28,3 12:44,0 12:41,8 12:26,6 13:35,9 | 4          | 51:40,3   | +55.2    |
| 4      | 1 1–1 1–2 1–3 1–4      | Oostenrijk Franz-Josef Rehrl Johannes Lamparter Lukas Greiderer Martin Fritz | 0:00      | 51:44,7 12:56,6 12:36,6 12:31,6 13:39,9 | 8          | 51:44,7   | +59,6    |
| 5      | 5 5–1 5–2 5–3 5–4      | Frankrijk Gaël Blondeau Matteo Baud Antoine Gérard Laurent Muhlethaler       | 1:27      | 51:33,1 12:46,5 12:53,2 12:40,3 13:13,1 | 6          | 53:00,1   | +2:15,0  |
| 6      | 7 7–1 7–2 7–3 7–4      | Verenigde Staten Taylor Fletcher Ben Loomis Jasper Good Jared Shumate        | 1:58      | 51:09,1 12:16,3 12:52,3 13:07,4 12:53,1 | 2          | 53:07,1   | +2:22,0  |
| 7      | 6 6–1 6–2 6–3 6–4      | Tsjechië Tomáš Portyk Jan Vytrval Ondřej Pažout Lukáš Daněk                  | 1:36      | 51:34,6 12:59,9 12:39,1 13:04,2 12:51,4 | 7          | 53:10,6   | +2:25,5  |
| 8      | 8 8–1 8–2 8–3 8–4      | Finland Ilkka Herola Arttu Mäkiaho Eero Hirvonen Perttu Reponen              | 2:00      | 51:24,1 12:35,5 12:51,3 12:41,2 13:16,1 | 3          | 53:24,1   | +2:39,0  |
| 9      | 9 9–1 9–2 9–3 9–4      | Italië Iacopo Bortolas Samuel Costa Raffaele Buzzi Alessandro Pittin         | 3:27      | 53:40,0 14:00,6 13:07,4 13:13,1 13:18,9 | 9          | 57:07,0   | +6:21,9  |
| 10     | 10 10–1 10–2 10–3 10–4 | China Zhao Jiawen Guo Yuhao Zhao Zihe Fan Haibin                             | 6:28      | 58:07,1 13:53,2 13:42,7 14:23,0 16:08,2 | 10         | 1:04:35,1 | +13:50,0 |